# 태장고등학교
태장고등학교(台章高等學校)는 대한민국 경기도 수원시 영통구 영통동에 위치한 공립 고등학교이다. 생활한복 컨셉의 교복으로 유명하다.

## 학교 연혁
- 1998년 1월 15일 : 태장고등학교 설립인가(일반계 남여 1개 학년 12학급)
- 1998년 3월 1일 : 개교 및 초대 이경구 교장 취임
- 1998년 3월 4일 : 제1회 입학식(12학급 625명 입학)
- 2001년 2월 8일 : 제1회 졸업식(554명)
- 2005년 3월 2일 : 경기도교육청지정 특성화교육시범학교 운영(2년)
- 2005년 6월 10일 : 경기도교육청 교과특기자(국악) 육성교 지정
- 2006년 3월 16일 : 여자 필드 하키부 창단
- 2009년 3월 1일 : 경기도교육청 지정 교육과정 정책 연구학교 지정(2009.03.01~2011.02.28)
- 2010년 6월 21일 : 교육과학기술부 지정 전국 과학중점학교 선정(2011학년도부터 운영)
- 2023년 12월 21일 : 제24회 졸업식(12학급 285명)
- 2024년 3월 1일 : 제9대 오장희 교장 취임
- 2024년 3월 4일 : 제27회 입학식(12학급 338명)

## 참고 자료
- 태장고등학교 - 한국교육학술정보원 학교알리미